# Bupleurum dianthifolium
Bupleurum dianthifolium là một loài thực vật có hoa thuộc họ Apiaceae.
Đây là loài đặc hữu của Ý.
Môi trường sống tự nhiên của chúng là thảm cây bụi kiểu Địa Trung Hải.
Chúng hiện đang bị đe dọa vì mất nơi sống.

## Hình ảnh

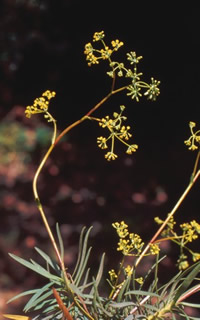
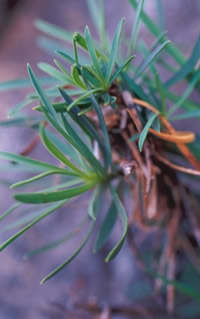